# Andreea Prisăcariu
Andreea Prisăcariu (sinh ngày 9 tháng 2 năm 2000) là tay vợt chuyên nghiệp người România.
Prisăcariu có thứ hạng cao nhất trên bảng xếp hạng WTA là thứ 304 ở nội dung đơn và thứ 200 ở nội dung đôi. Cô đã giành được bốn danh hiệu đơn và bảy danh hiệu đôi tại ITF.
Prisăcariu đã giành được danh hiệu lớn nhất của cô tại Solgironès Open Catalunya, trong nội dung đánh đôi với người đánh cặp Valentina Ivakhnenko.

## Chung kết ITF

### Đơn: 5 (4 danh hiệu, 2 á quân)
| Legend               |
| -------------------- |
| $100,000 tournaments |
| $80,000 tournaments  |
| $60,000 tournaments  |
| $25,000 tournaments  |
| $15,000 tournaments  |

| Chung kết theo mặt sân |
| ---------------------- |
| Cứng (0–1)             |
| Đất nện (4–1)          |
| Cỏ (0–0)               |
| Thảm (0–0)             |

| Kết quả | T-B | Thời gian         | Giải đấu                | Khán giả | Mặt sân | Đối thủ              | Tỷ số         |
| ------- | --- | ----------------- | ----------------------- | -------- | ------- | -------------------- | ------------- |
| Vô địch | 1–0 | Tháng 8 năm 2019  | ITF Tabarka, Tunisia    | 15,000   | Đất nện | Sandra Samir         | 6–4, 6–4      |
| Vô địch | 2–0 | Tháng 8 năm 2019  | ITF Tabarka, Tunisia    | 15,000   | Đất nện | Aurora Zantedeschi   | 2–6, 6–2, 6–1 |
| Á quân  | 2–1 | Tháng 11 năm 2019 | ITF Monastir, Tunisia   | 15,000   | Cứng    | Carole Monnet        | 2–6, 1–3 ret. |
| Vô địch | 3–1 | Tháng 2 năm 2021  | ITF Antalya, Thổ Nhĩ Kỳ | 15,000   | Đất nện | Aurora Zantedeschi   | 6–3, 7–5      |
| Vô địch | 4–1 | Tháng 4 năm 2021  | ITF Antalya, Thổ Nhĩ Kỳ | 15,000   | Đất nện | Ane Mintegi del Olmo | 6–3, 7–5      |
| Á quân  | 4–2 | Tháng 6 năm 2021  | ITF Klosters, Thụy Sĩ   | 25,000   | Đất nện | Ylena In-Albon       | 3–6, 2–6      |

### Đôi: 10 (8 danh hiệu, 2 á quân)
| Legend               |
| -------------------- |
| $100,000 tournaments |
| $80,000 tournaments  |
| $60,000 tournaments  |
| $40,000 tournaments  |
| $25,000 tournaments  |
| $15,000 tournaments  |

| Chung kết theo mặt sân |
| ---------------------- |
| Cứng (3–1)             |
| Đất nện (5–1)          |
| Cỏ (0–0)               |
| Thảm (0–0)             |

| Kết quả | T-B | Thời gian         | Ngày                                 | Giải đấu | Mặt sân | Người đánh cặp       | Đối thủ                                  | Kết quả             |
| ------- | --- | ----------------- | ------------------------------------ | -------- | ------- | -------------------- | ---------------------------------------- | ------------------- |
| Á quân  | 0–1 | Tháng 11 năm 2018 | ITF Antalya, Thổ Nhĩ Kỳ              | 15,000   | Cứng    | Ioana Gașpar         | Georgia Crăciun Oana Georgeta Simion     | 1–6, 3–6            |
| Vô địch | 1–1 | Tháng 4 năm 2019  | ITF Antalya, Thổ Nhĩ Kỳ              | 15,000   | Đất nện | Victoria Mikhaylova  | Marie Mettraux Joanne Züger              | 6–2, 6–4            |
| Vô địch | 2–1 | Tháng 1 năm 2020  | ITF Antalya, Thổ Nhĩ Kỳ              | 15,000   | Đất nện | Georgia Crăciun      | Martina Colmegna Silvia Njirić           | 7–5, 7–5            |
| Vô địch | 3–1 | Tháng 3 năm 2020  | ITF Monastir, Tunisia                | 15,000   | Cứng    | Mylène Halemai       | Petia Arshinkova Gergana Topalova        | 6–3, 6–4            |
| Vô địch | 4–1 | Tháng 3 năm 2020  | ITF Monastir, Tunisia                | 15,000   | Cứng    | Sina Herrmann        | Yvonne Cavallé Reimers Bojana Marinković | 1–6, 6–3, [10–4]    |
| Vô địch | 5–1 | Tháng 12 năm 2020 | ITF Antalya, Thổ Nhĩ Kỳ              | 15,000   | Đất nện | Andreea Roșca        | Viktoriia Dema Cristina Dinu             | 3–6, 6–4, [10–6]    |
| Á quân  | 5–2 | Tháng 5 năm 2021  | Zagreb Ladies Open, Croatia          | 60,000   | Đất nện | Nika Radišić         | Barbara Haas Katarzyna Kawa              | 6–7(1), 7–5, [6–10] |
| Vô địch | 6–2 | Tháng 5 năm 2021  | ITF La Bisbal d'Empordà, Tây Ban Nha | 60,000   | Đất nện | Valentina Ivakhnenko | Mona Barthel Mandy Minella               | 6–3, 6–1            |
| Vô địch | 7–2 | Tháng 9 năm 2021  | ITF Trieste, Ý                       | 25,000   | Đất nện | Nika Radišić         | Justina Mikulskytė Olivia Tjandramulia   | 7–5, 6–2            |
| Vô địch | 3–4 | Tháng 1 năm 2023  | Monastir, Tunisia                    | 40,000   | Cứng    | Sada Nahimana        | Alena Fomina-Klotz · Iryna Shymanovich   | 7–5, 6–4            |